# 副翼

飞机使用副翼做滚转运动的示意动画

副翼（法語：Aileron）是固定翼飛機机翼后缘上一对对称的操纵面，用以控制飞行器的滚转运动。副翼通过左右差动偏转在两侧机翼上造成升力差，并且产生滚转力矩。由于固定翼飞行器的滚转轴运动和航向轴运动耦合，副翼结合升降舵也可以用来控制飞机的航向运动。因此是一种非常重要的操纵面。现今大多数固定翼飞行器上都具有副翼。
副翼是英国工程师马修·瓦特·博尔顿发明的。他在1868年根据自己的论文申请了第一个副翼的专利。副翼的拉丁名“Aileron”来自法语，意为“小翼”。

## 概说
副翼是飞机上用于控制滚转运动的部件和方法中最常见的一种。当飞行员向飞机的某一侧压动操纵杆，这一侧的副翼向上偏，而另一侧的副翼向下偏。向下偏的副翼会增加机翼的弯度，从而增加升力；向上偏的副翼会破坏机翼上表面的气流，从而降低升力。如此在两侧机翼产生的升力差就会使飞机产生滚转力矩，令飞机向飞行员压杆的方向滚转。为了增加这个滚转力矩，副翼大多布置在靠近机翼翼尖的位置。
若副翼的效率不够，也可以在副翼上偏的一侧机翼，启动扰流板来增加副翼的效率。而在战斗机上，也可以使用差动平尾在高速时进行额外补偿。使用差动平尾时，平尾的差动范围约±10°。

### 副翼反操纵
主条目：副翼反操纵

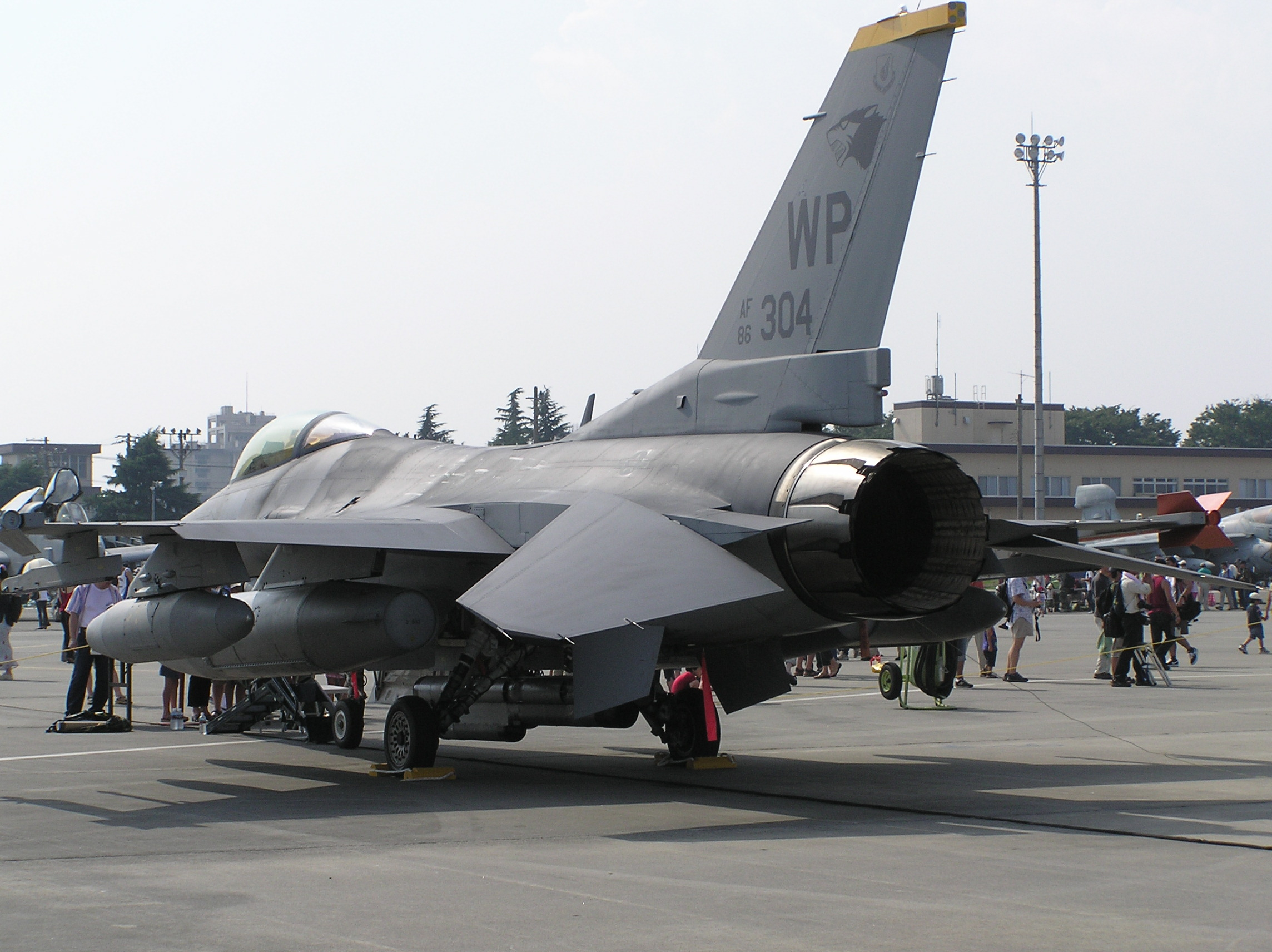
一架F-16战斗机。可以看出他的全动平尾具有差动能力

如前所述，副翼多是布置在机翼翼尖的位置，以提高效率。但这也可能导致一些麻烦。
机翼显然不会是刚体，在受力的时候，难免会有一些形变。对于后掠翼的机翼来说，机翼的气动中心位于机翼的刚心之后。当副翼向下偏转而增加升力的时候，机翼会沿着刚心向下扭转。这样的扭转之后，机翼的迎角也就降低了，于是原本期望在这一侧增大的升力反而降低。这种现象会导致副翼的效率下降。在高速飞行时甚至会导致副翼的舵效和操纵者期望的相反。这种状况被称为副翼反操纵。一般说，机翼的翼尖处较软而翼根处较硬。因此布置在翼尖处的副翼很容易发生这种现象。
因为副翼反操纵是强度不足造成的，增强副翼处机翼的强度是最直接的解决方法。但更彻底的方法还是改变副翼的结构。对于高速飞行器，常把副翼分为内外两段。低速飞行的时候使用外侧副翼，高速飞行时使用内侧副翼。若是飞行速度再提高，机翼上的副翼也会停止动作，而使用差动平尾来实现滚转运动。
对于前掠翼飞行器，因为机翼的气动中心位于机翼的刚心之前，因此不会有副翼反操纵的困扰。而三角翼飞行器因为机翼的强度非常高，同样也不会有此问题。

## 副翼的结构

### 差动副翼
副翼下偏增加升力产生的诱导阻力比上偏时产生的诱导阻力大。若在做滚转运动时两片副翼的偏转角度相同，会产生额外的偏航力矩，并且这个力矩的方向和盘旋的方向相反，需要方向舵修正。在低速时，这种状况也容易造成尾旋。解决方法是让副翼上偏的角度比下偏的大一些，就可以避免这样的问题。这样的副翼被称为“差动副翼”（Differential Aileron）。德哈维兰虎蛾机是最早使用差动副翼的机型。

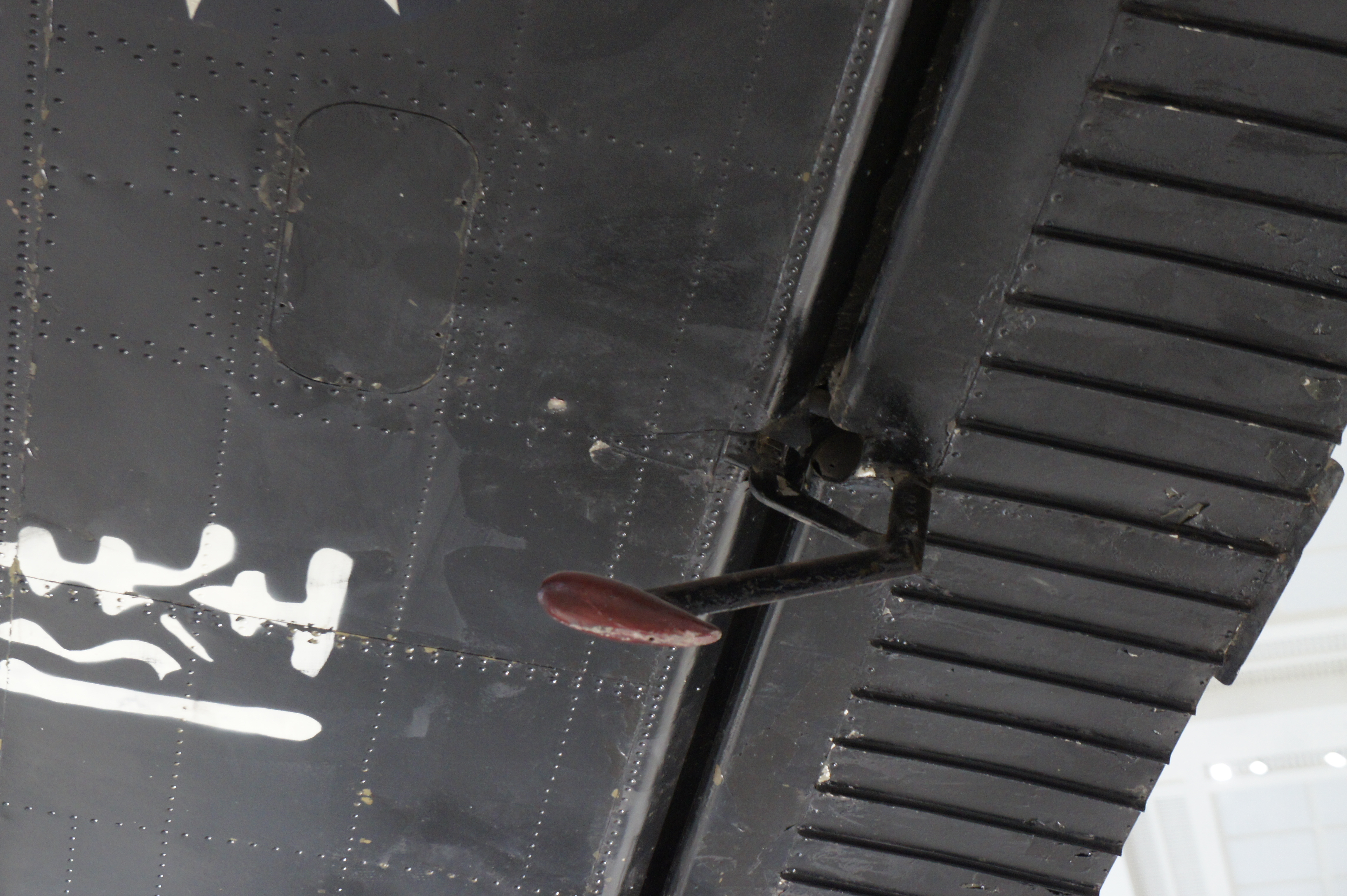
一个质量补偿的例子

### 质量补偿
如同多数操纵面一样，副翼设计时也希望舵面的重心和连接机翼的铰链之间距离尽可能小，以避免过大的铰链力矩出现。过大的铰链力矩除了导致拉动舵面的力量增大，也容易导致一些气动弹性问题（尤其是颤振）。一个较简单的解决方法是人为的在副翼铰链的前方增加配重。这个配重就被称为质量补偿。
质量补偿大多是一个安装在副翼前缘，向前伸出的棒。棒的尖端具有可以调节的配重物（一般是铅）。当飞机的重心位置发生变化时，质量补偿上的配重也要相应进行调整。质量补偿价格低廉而效果上佳，因此是副翼上很常见的力矩补偿装置。尤其对轻型飞机更是如此。

### 气动补偿
除了使用质量补偿，也可以采用一些气动手段进行补偿。最简单的“轴式补偿”是简单的将副翼的铰链转轴深入副翼内部。最高可以深入副翼弦长20%-25%。不过这种补偿方式在大偏角时会导致滚转输出非线性。“内补偿”则是在副翼的铰链内设置一个封闭的补偿腔，并在副翼前缘安装一个补偿板深入腔体并将其分割为上下两部分，通过调节腔体上下的气压来实现补偿。这样做的缺点是太过复杂而且占据了机翼里很大的空间。“伺服补偿”更是直接在副翼上增加了额外的小舵面，通过驱动这些额外的小舵面来补偿铰链力矩。伺服补偿用的小舵面大多和升降舵联动，并装有弹簧等装置用作辅助。

## 副翼的类型

### 襟副翼
对于大型飞机，常需要把襟翼做得很长。这样就占据了副翼的空间。于是把相应位置上的襟翼舵面独立出来当做副翼使用，这样的副翼就是襟副翼。有些大型飞机会将襟副翼设计成上下开裂的形式，以便在襟翼全力放下的时候保证副翼的效率。
使用襟副翼的时候，副翼的展长可以比正常的副翼高约1倍。

### 升降副翼
在无尾布局的飞行器，升降舵只能安装在机翼上。这种时候可以将升降舵和副翼合二为一，成为升降副翼。若两片升降副翼同向偏转，飞机就会上升或下降。若反向偏转，就会向左右滚转。升降副翼的面积必须设计得比较大。因为作为升降舵使用时升降副翼的操纵力臂比正常布局的飞机要小。

## 专利纠纷
主条目：莱特兄弟专利大战
虽然马修·博尔顿最早提出副翼的概念，但是在飞机压根没有出现的19世纪不可能做出可用的副翼实物。
1903年，莱特兄弟的第一架飞机上使用让机翼后缘材料变形的方式实现了对滚转的控制。这可以算是副翼的雏形，但与使用舵面的副翼仍然有所不同。莱特兄弟为飞行者号上的诸多设计申请了专利，其中也包括扭转机翼以控制滚转的方式。但莱特兄弟的专利描述太过泛泛，以至于所有使机翼几何形状发生变化来获得滚转控制的方式都会落入他的专利保护范围之内。由于莱特兄弟在试飞后长期封锁消息，这一设计也不为人所知。
1909年，格伦·寇蒂斯制造了自己的第一架飞机并获得了成功。寇蒂斯的飞机上第一次使用了分离于机翼的舵面 -- 也就是副翼的方式来控制飞机的滚转运动。莱特兄弟注意到这个设计之后，立刻将寇蒂斯和他的公司告上法庭，并要求了高达每架飞机20%货款的巨额授权费。因为在当时寇蒂斯的舵面副翼设计优于莱特的机翼扭转设计，无法咽下气的寇蒂斯决定和莱特的公司在法庭上死战到底。这场专利战除了导致副翼技术无法在美国的飞机上普及，还导致当时飞机的价格大涨。
到1917年，美国临近加入第一次世界大战时。美国政府才为了参战对莱特公司和寇蒂斯公司进行调解。包括寇蒂斯和莱特在内的所有飞机制造商都被整合到一个航空器公会中。公会内企业共享彼此的专利，直到战后。而战后莱特的副翼专利已经过期，这次专利大战也就此落幕。副翼也从此开始在飞机上普及。寇蒂斯和莱特的公司在不久以后也宣告合并。

## 直升机上的“副翼”
在中文里，有时会将直升机旋翼上一组较小，用做辅助控制的翼片称作直升机“副翼”。实际上这是直升机上的平衡锤（Stabilizer bar），原理与固定翼飞行器上的副翼亦不相同。